# Typhlodromips deleoni
Typhlodromips deleoni är en spindeldjursart som först beskrevs av Muma 1962.  Typhlodromips deleoni ingår i släktet Typhlodromips och familjen Phytoseiidae. Inga underarter finns listade i Catalogue of Life.